# Karel Kraamwinkel
Marius Karel Kraamwinkel (Serbangan, 14 april 1921 – 2003) was een Nederlands voetballer.

## Biografie
Karel Kraamwinkel was de zoon van Hendrik Izaak Kraamwinkel en Lammerdina Beekman. Hij trouwde op 12 juli 1944 met Elisabeth Cornelia van den Berg.
Hij speelde van 1940 tot 1947 bij AFC Ajax als rechtsbuiten. Van zijn debuut in het kampioenschap op 14 april 1940 tegen DWS tot zijn laatste wedstrijd op 2 november 1947 tegen HBS speelde Kraamwinkel in totaal acht wedstrijden en scoorde één doelpunt in het eerste elftal van Ajax. Op 10 oktober 1943 scoorde hij dat doelpunt tijdens een met 2-1 verloren kampioenschap-wedstrijd in de Klassieker tegen Feyenoord.
In 1950 ging hij naar Nieuw-Zeeland.
Hij overleed in 2003 op 82-jarige leeftijd.

## Statistieken
| Club  | Seizoen | Competitie | Competitie | Beker | Beker | Totaal | Totaal |
| Club  | Seizoen | Wed.       | Dlp.       | Wed.  | Dlp.  | Wed.   | Dlp.   |
| ----- | ------- | ---------- | ---------- | ----- | ----- | ------ | ------ |
| Ajax  | 1939/40 | 3          | 0          | -     | -     | 3      | 0      |
| Ajax  | 1943/44 | 4          | 1          | ?     | ?     | 4      | 1      |
| Ajax  | 1947/48 | 1          | 0          | -     | -     | 1      | 0      |
| Total | Total   | 8          | 1          | ?     | ?     | 8      | 1      |